# Stadio Dorico
Lo stadio Dorico o campo sportivo Dorico è un impianto sportivo della città di Ancona, stadio dell'Ancona Calcio dal 1931 al 1992, anno in cui è stato sostituito per tale funzione dallo Stadio Del Conero, più adatto ad ospitare partite di serie A.
Vi ha giocato in seguito la squadra di football americano dei Dolphins Ancona, poi trasferitasi allo stadio "Nelson Mandela". All'interno dell'impianto si trova un campo da calcio a cinque chiamato dai cittadini di Ancona il Granata, a causa alle sfumature di colore che si possono vedere al tramonto.
Nel 2017 è stato dichiarato "di interesse storico-architettonico" e, in quanto tale, tutelato nel suo aspetto originario.

## Storia
Fu costruito nel 1931 sul sito del vecchio impianto di tiro a segno di cui conserva, debitamente rielaborato, l'avancorpo dell'ex ingresso, ed inserito nel nuovo contesto urbano delimitato dall'asse del Viale della Vittoria; si chiamò stadio del Littorio fino alla caduta del regime fascista.
Nel 1992, anno della prima promozione in serie A dell'Ancona, lo stadio è stato sostituito dallo stadio del Conero, più capiente avendo anche il settore riservato agli ospiti e con la visuale migliore, mancando della pista di atletica.
Negli anni successivi venne utilizzato per ospitare gli allenamenti dell'Ancona e del suo settore giovanile, oltre che come campo di casa per le partite delle società cittadine Piano San Lazzaro e Pietralacroce.
Nel 2010 a seguito del fallimento e successiva rifondazione dell'Ancona, lo stadio venne utilizzato per ospitare tre partite casalinghe del campionato di Eccellenza Marche della neonata US Ancona 1905.
Oggi lo stadio ospita gli allenamenti e le partite del settore giovanile dell'Ancona.
Il record di presenze e di incassi dello stadio va alla partita Ancona-Udinese nell'ultima giornata della serie B 1991-1992. Segue la partita Ancona-Livorno della serie C1 del 1988 finita 3 a 0 per i locali valida per la promozione in serie B.

## Struttura e ubicazione
Lo stadio è situato sul viale della Vittoria, a poca distanza dal Passetto, una delle più belle località marine della città marchigiana.
Il Dorico presentava una pista di atletica, una tribuna, una curva ed una tribuna scoperta, detta comunemente gradinata. Vi è inoltre un settore a fianco alla tribuna costruito in un secondo tempo con materiale prefabbricato e la visuale è simile agli attuali distinti laterali del nuovo stadio.
Nel 2020, all'interno del progetto comunale di riqualificazione dell'impianto, venne effettuata l'opera di rifacimento del manto trasformandolo da erba a sintetico. A cavallo dell'estate 2021 e la primavera del 2022 sono state demolite le gradinate (che ospiteranno dei campi da tennis) e la tribuna che verrà ricostruita ed avvicinata al campo. La pista d'atletica è stata asfaltata e sostanzialmente sparita. Non è previsto nessun intervento di demolizione e/o riqualificazione della curva.

## Manifestazioni ospitate
Vi si è giocato più volte il Superbowl italiano di Football Americano:
- il 9 luglio 1988 vi si giocò l'VIII Superbowl Italiano, vinto dai Frogs Legnano sugli Warriors Bologna per 17 a 0
- il 29 giugno 1996 vi si giocò il XVI Superbowl Italiano, vinto dai Phoenix Bologna sui Gladiatori Roma per 25 a 20.